# Вучич, Александр
Алекса́ндр Ву́чич (серб. Александар Вучић / Aleksandar Vučić; род. 5 марта 1970, Белград) — сербский государственный и политический деятель. Президент Республики Сербия с 1 июня 2017 года.
Генеральный секретарь национального совета по безопасности, министр информации и обороны, премьер-министр Сербии (27 апреля 2014 — 31 мая 2017). С 2012 по 2023 год являлся лидером Сербской прогрессивной партии.

## Биография

### Происхождение
Родился в Белграде в семье Ангелины и Анжелко Вучичей.
Был отличником в начальной и средней школах. Побеждал на городских и республиканских конкурсах по истории. Окончил юридический факультет Белградского университета.

### Политическая карьера
В 1993 году Вучич вступил в Сербскую радикальную партию — крайне правую партию, идеология которой была основана на сербском национализме и стремлении к созданию «Великой Сербии», и был избран в Национальное собрание на выборах 1993 года. Два года спустя Вучич стал генеральным секретарем СРП. Он был одним из добровольцев СРП, посетивших армию Республики Сербской, которая осаждала Сараево. После того, как его партия победила на местных выборах в Земуне в 1996 году, он стал директором спортивного центра «Пинки-Холл» в Белграде.

### Министр информации (1998—2000 гг.)
В марте 1998 года Вучич был назначен министром информации в правительстве Мирко Марьяновича. В период, когда Вучич возглавлял министерство, сербские СМИ обвинялись в распространении радикальных идей сербского национализма и легитимизации военных преступлений против этнических меньшинств.
Во время своего министерского срока он подписал «Закон Об общественной информации», который включал высокие штрафы для журналистов, чьи статьи противоречили политике режима Слободана Милошевича. Штрафы должны были быть выплачены в течение 24 часов, иначе их имущество было бы конфисковано. В результате были закрыты редакции «Daily Telegraph», «European» и «Наша борьба». Все иностранные телеканалы были удалены из кабельных сетей, а наземным радио и телевизионным станциям было запрещено ретранслировать иностранные сервисы на сербском языке.
Human Rights Watch заявляла, что пять редакторов независимых газет были обвинены в распространении дезинформации, поскольку они называли албанцев, погибших в Косово, «людьми», а не «террористами».
Правительственные репрессии против независимых СМИ усилились, когда силы НАТО угрожали интервенцией в Косово в конце сентября и начале октября 1998 года. Правительство также сохраняло прямой контроль над государственными радио и телевидением, которые передавали новости большинству населения Сербии.
После того, как в марте 1999 года начались бомбардировки Югославии НАТО, Вучич созвал на совещание всех редакторов Белграда. Печатным СМИ было приказано представить все копии новостных сообщений в министерство на утверждение, и им было разрешено публиковать только официальные заявления и информацию, взятую из СМИ, которые контролируются государством. Также Вучич приказал всем журналистам стран НАТО, с которыми фактически велась война, покинуть страну.
В то время он был избран членом совета директоров Белградского университета. Вучич также был в публичном списке лиц, которым запрещён въезд в Европейский союз.
После подписания Кумановского соглашения, которым закончилась операция НАТО по прекращению геноцида косовских албанцев, введен протекторат ООН и де-факто приостановлен суверенитет Сербии в провинции Косово, министры из рядов Сербской радикальной партии уходят в отставку со своих постов 14 июня 1999 года, но продолжают выполнять свои обязанности, объясняя это национальными интересами.
Вучич был избран депутатом Федерального собрания СРЮ три раза: в Большой Республике первый раз в феврале 1998 года, второй раз в мае 2000 года и наконец на федеральных выборах 24 сентября 2000 года. В мае 2000 года федеральное правительство СРЮ назначило его членом Совета Федерального государственного учреждения RTV Югославия. В феврале 2001 года Вучич уходит в отставку с поста федерального депутата.

### Политическая деятельность после 2000 года
На местных выборах 2004 года Вучич баллотировался на пост мэра Белграда с девизом кампании «Вучич для мегаполиса», в которой он посетил все пригородные районы и продвигал себя как энергичного молодого горожанина. Он получил 29 % голосов в первом туре и 48,4 % голосов во втором туре.
После парламентских выборов 2014 года Прогрессивная партия получила 158 из 250 мест в парламенте и сформировала правящую коалицию с Социалистической партией Сербии. Вучич был избран Премьер-министром Сербии.
В августе 2016 года он заявил, что на тот момент единственным решением косовской проблемы было бы признание Сербией независимости Республики Косово, но это невозможно и этого не будет.
2 апреля 2017 года одержал победу на президентских выборах в Сербии. 30 мая 2017 года подал заявление об отставке с поста председателя правительства. Вступил в должность Президента Сербии 31 мая.

### Президент Сербии
В своей первой речи в качестве Президента Сербии Александр Вучич заявил о продолжении курса на нормализацию отношений с Косовом. При этом Вучич сказал, что хочет открыть внутреннюю дискуссию по Косову, то есть диалог с соблюдением Конституции Сербии. Вучич подтвердил продолжение курса на вступление Сербии в Европейский союз, которое должно было состояться примерно в 2019 году. Говоря о сотрудничестве Сербии с НАТО, президент сказал, что Сербия соблюдает военный нейтралитет и не будет вступать в этот военный блок.
Одним из первых действий Вучича на посту президента стало возвращение флага Европейского союза в свою резиденцию.
15 июня 2017 года Александр Вучич назначил премьер-министром Сербии Ану Брнабич, занимавшую должность министра государственного управления и местного самоуправления в правительстве Вучича, ставшую первой женщиной, возглавившей правительство Сербии, а также первой открытой лесбиянкой на этом посту. Президент Сербии поручил Брнабич работать над вступлением Сербии в Европейский союз, но при этом развивать дружественные отношения с Россией, Китаем, США, арабскими странами. Также Вучич выразил уверенность, что новое правительство Сербии во главе с Аной Брнабич не будет присоединяться к европейским санкциям против России.
3 июля 2017 года Александр Вучич провёл встречу с Федерикой Могерини. На встрече с Верховным представителем ЕС по внешней политике Вучич попросил её обозначить примерные сроки вхождения Сербии в Европейский союз, а также ускорить сам процесс присоединения к союзу. Могерини же заявила, что вхождение Сербии в ЕС зависит от выполнения сербской стороной ряда условий. В Брюсселе Могерини выполняла роль посредника в переговорах между президентами Сербии и Косова. По итогам этой встречи Хашим Тачи заявил, что верит в возможность примирения косоваров и сербов.
17 июля 2017 года в Вашингтоне состоялась встреча Александра Вучича и вице-президента США Майка Пенса. На встрече стороны согласились с тем, что отношения Сербии и США имеют важное значение, а также выразили желание углубить партнёрство между странами. Пенс заявил, что США поддерживают стремление Сербии стать членом Европейского союза и призвал к дальнейшим реформам и нормализации отношений Белграда с Косово.
25 июля 2017 года после состоявшейся 3 июля неформальной встречи в Брюсселе с президентом Косова Хашимом Тачи в интервью телеканалу «Pink» призвал всех к обсуждению проблемы Косова для поиска решения для дальнейшего развития страны и европейской интеграции. Он отметил, что как глава государства «будет разговаривать со всеми»: с представителями Сербской православной церкви, историками, политиками, представителями оппозиции и простыми гражданами. Вучич считает, что косовскую проблему нужно решать политическими методами, без конфликтов с Приштиной, подобным событиям 1998—1999 годов. Он подчеркнул, что для решения вопроса по Косову нужно терпение и готовность к компромиссам со стороны Белграда. Александр Вучич высказал уверенность, что после решения всех противоречий с Приштиной будут открыты «все пути политического сотрудничества и экономического развития» для Сербии, а также «двери Европейского союза».
21 сентября 2017 года на Генеральной ассамблее ООН Александр Вучич заявил о стремлении Сербии стать членом ЕС, к созданию партнёрских отношений с Западом, включая улучшение отношений с США. Он также поспешил заявить, что Белград ценит «очень хорошие отношения» с Россией и Китаем и даже гордится ими.
В октябре в Сербию в город Нови-Пазар прибыл президент Турции Реджеп Тайип Эрдоган. Мусульмане встретили его настолько радостно, что Вучич отметил, что турецкого президента ждали с большей радостью, чем сербского.
20 октября 2017 года, в 73-ю годовщину Дня освобождения Белграда во Второй мировой войне, президент Сербии пообещал всегда праздновать этот день вместе с Россией. Он также отметил выдающиеся заслуги бойцов Красной армии при освобождении Белграда и всей Сербии во время войны.
24 октября 2017 года президент Сербии провёл встречу с помощником госсекретаря США Брайаном Хойтом Йи. Представитель США выразил обеспокоенность влиянием России на Балканах и сотрудничеством Белграда и Москвы. Пресс-служба Вучича сообщила, что «Йи выразил обеспокоенность от ощущения, что Сербия одной ногой стоит на пути в Европейский союз, а другой — к союзу с Россией». Помимо этого Брайан Хойт Йи похвалил экономические реформы руководства Сербии и отметил прогресс в приближении к членству в Евросоюзе. Также он выразил заинтересованность американской стороны в расследовании поджога посольства США в Белграде в 2008 году.
22 ноября 2017 года Гаагский трибунал по бывшей Югославии признал виновным сербского генерала Ратко Младича в военных преступлениях в Боснии и Герцеговине в 1992—1995 годах и назначил для него пожизненный приговор. На просьбу о комментарии по этому поводу Вучич ушёл от прямого ответа, а вместо него сказал: «Сегодня день не для радости и не для печали, а для того, чтобы увидеть, какого будущего мы хотим. Мой призыв к гражданам Сербии — начать смотреть в будущее сегодня, подумать, где и как будут жить наши дети, как и каким образом сохранить мир и стабильность в регионе, открыть больше фабрик».
18—20 декабря 2017 года посетил Россию. В ходе визита обсудил с Президентом России Владимиром Путиным политический диалог, экономическое, военно-техническое и иные виды сотрудничества с РФ. Также обсуждался широкий спектр тем «от ситуации в Балканском регионе до экономического положения в мире». Также Вучич обсудил с Путиным увеличение поставок российского газа в Сербию.
19 декабря на встрече президентов Сербии и России Владимир Путин отметил развитие двух стран в экономической сфере: рост товарооборота между Сербией и РФ, прямые инвестиции. На этой встрече Александр Вучич разговаривал с Путиным на русском языке. Президент Сербии пригласил В. Путина посетить Сербию по случаю открытия в Белграде храма Святого Саввы в честь 800-летия автокефалии Сербской православной церкви. Также Вучич пожелал удачи Путину на президентских выборах 2018 года. А. Вучич заверил российского президента, что Сербия никогда не введёт санкции против России. Он также повторил: Сербия не меняет стратегическую ориентацию на вступление в Европейский союз, однако при этом «не отвернётся от России». Об этом президент Сербии заявил по-русски.
16 января 2018 года в Республике Косово был убит умеренный сербский политик Оливер Иванович. Президент Сербии Александр Вучич назвал его убийство «террористическим актом». Вучич заявил, что не видит смысла в переговорах с Косовом о нормализации отношений после убийства Ивановича: делегация Сербии покинула переговоры в Брюсселе. Он сказал, что не доверяет косовской полиции. Вучич заявил, что переговоры с Косовом при посредничестве Брюсселя продолжатся только после того, как полиция Косова раскроет убийцу политика Оливера Ивановича. Сербский президент также заявил, что если косовские правоохранительные органы не раскроют убийство Ивановича, то это сделают сербские силы, но подчеркнул, что после потери контроля над территорией Косова и Метохии в 1999 году они не смогут столь эффективно это сделать. Но он сказал, что они сделают всё возможное в соответствии со своими возможностями, полномочиями. На фоне убийства Ивановича Президент Сербии посетил север Косова. В ходе своего визита 20 января 2018 года он заявил, что сербы должны остаться в Косове, при этом сербское государство обеспечит им безопасность. Александр Вучич также обратился к албанцам, которые считают сербов своими противниками, отметив, что вместе они могут решить «многовековые разногласия». В этот же день на пресс-конференции в городе Косовска-Митровица на севере Косова Вучич не смог внятно ответить, какие шаги предпримет Сербия для защиты косовских сербов. «Я просто уверен, что, как мне кажется, никто не думает, никому не придет в голову удалять сербов от их очагов. Просто верю в это. Хочу верить. Но и мы будем проводить такую политику, чтобы иметь возможность защитить сербов», — сказал он.
9 мая 2018 года присутствовал на Параде Победы на Красной площади в Москве.
В апреле 2022 года на всеобщих выборах в Сербии был переизбран на второй срок. 9 мая 2025 года присутствовал на Параде Победы и провёл переговоры с Владимиром Путиным. Вучич в качестве президента посетил Россию семь раз: в 2017, дважды в 2018, 2019, 2020, 2021 и 2025 годах.

## Отношение к вторжению России на Украину
В конце марта 2022 года Вучич заявил, что готов предоставить Белград как место для переговоров России и Украины — перед тем обратившись к лидерам этих стран с призывом пойти на компромиссы ради прекращения войны. В то же время он замечал: «Боюсь, что все ждут победы. И если да, то я могу вам сегодня сказать, что будет только хуже…»
13 мая 2022 года, в период российского вторжения на Украину, Вучич дал интервью телеканалу TV Pink, где заявил, что необходимо оставить разговоры о том, что это региональный или локальный конфликт, в условиях когда идёт мировая война. «Весь западный мир через украинцев воюет с Россией, это мировой конфликт. Не хватает только значительного конфликта на территории Азии», — заявил президент Сербии. Позже он предупредил, что после того, как Владимир Путин закончит дела в Северске, Бахмуте и Соледаре, а затем на второй линии: Славянске, Краматорске, Авдеевке — он сделает предложение. Если «они его не примут, а они не намерены, мы направимся в ад».
3 октября 2022 года Вучич, отвечая на вопрос журналиста о заявлении посла Украины, который сказал, что пора надавить на Сербию, чтобы она присоединилась к санкциям против России, сказал: «Мы не позволим этого даже тем, кто намного сильнее». 

По словам президента Сербии, выбран не тот момент. Он заявил, что не помнит, чтобы Украина изо всех сил пыталась помочь Сербии и чтобы украинцы прерывали полёты из Киева в Рим или другие страны, которые вели агрессию против Югославии.
«Для нас Крым — это Украина, Донбасс — это Украина, и так будет всегда» — Александр Вучич в интервью Bloomberg.
«Я ещё раз отметил, что Сербия уважает территориальную целостность Украины, о чём мы заявляем ясно и недвусмысленно с начала конфликта» — Вучич на своей странице в Instagram по итогам встречи с Владимиром Зеленским 22 августа 2023 года.
23 сентября 2023 года на сессии 78-й Генеральной ассамблеи ООН Александр Вучич сравнил нападение России на Украину с бомбардировками НАТО Югославии 1999 года.

## Личная жизнь
Отец — Анджелко Вучич, родился в поселке Чипулич в Боснии и Герцеговине, получил экономическое образование. 
Мать — Ангелина Вучич (урождённая Милованова), по образованию экономист, но работала журналистом на Радио и телевидении Сербии. Во время бомбардировки авиацией стран НАТО  телецентра в Белграде 23 апреля 1999 года чудом уцелела. 
Младший брат — Андрей Вучич, сербский политик и предприниматель, является высокопоставленным должностным лицом Сербской прогрессивной партии. Ранее был исполнительным директором Бюро по производству банкнот и монет Национального банка Сербии (НБС).
Первая жена (с 1997 по 2011) — Ксения Янкович (1966—2022), радиожурналист, похоронена на Новом кладбище в Белграде.
- Сын — Данило Вучич (род. 1997)
- Дочь — Милица Вучич (род. 2002)

Вторая жена (с 2013 года) — Тамара Джуканович (род. 1981), окончила факультет политологии Белградского университета, Дипломатическую академию МИД, до 2010 года работала советником в МИДе.
- Сын — Вукан Вучич (род. 9 июня 2017 года)[53].

## Интересные факты
Александр Вучич свободно владеет английским языком, может говорить по-французски и по-русски, а также изучает немецкий язык. 
Занимался баскетболом и футболом (рост 199 см). Известен как болельщик белградского клуба «Црвена Звезда» и не скрывает, что делает ставки на результаты футбольных и баскетбольных игр.

Александр Вучич — большой знаток и коллекционер вина. Как он сам признался в одном из интервью:
«Полагаю, что в Сербии не больше ста человек, которые лучше меня разбираются в вине. Это хобби, о котором я могу говорить часами, так как вино - это божественный напиток, более важный, чем еда».

## Доходы и имущество
По итогам 2015 года А. Вучич обладал скромными доходами и почти не имел имущества. Согласно информации, представленной им в Агентство по борьбе с коррупцией, его зарплата составляла 112 024 динара. У Вучича в собственности была лишь небольшая квартира площадью 30 м². Ни автомобиля, ни сбережений у Вучича, по этой информации, не было.

## Награды
- Большой крест ордена Святого апостола Марка (26 сентября 2017 года, Александрийская православная церковь)[57].
- Орден Республики Сербской на цепи (15 февраля 2018 года, Республика Сербская, Босния и Герцеговина)[58].
- Цепь ордена Макариоса III (20 мая 2018 года, Республика Кипр)[59].
- Орден «Достык» I степени (19 сентября 2018 года, Казахстан) — за огромный вклад в укрепление мира, дружбы и сотрудничества между Республикой Казахстан и Республикой Сербия[60][61].
- Орден Александра Невского (7 января 2019 года, Россия) — за большой личный вклад в развитие многостороннего сотрудничества с Российской Федерацией[62][63].
- Большой крест ордена Белого льва (18 мая 2021 года, Чехия)[64].
- Почётный гражданин Баня-Луки (2021 год, Республика Сербская, Босния и Герцеговина)[65].
- Большой крест ордена Святого Карла (22 февраля 2022 года, Монако)[66][67].
- Большой крест ордена Заслуг с цепью (23 августа 2024 года, Венгрия)[68][69][70].